# 楠斯
楠斯（法語：Nance，法語發音：[nɑ̃s]）是法国汝拉省的一个市镇，属于隆斯勒索涅区。

## 地理
楠斯（46°44'23"N, 5°25'34"E）面积7.34 平方千米，位于法国勃艮第-弗朗什-孔泰大區汝拉省，该省份为法国东部内陆省份，北起上索恩省，西北接科多尔省，西临索恩-卢瓦尔省，南至安省，东与杜省和瑞士接壤。
与楠斯接壤的市镇（或旧市镇、城区）包括：沙佩勒沃朗、布莱特朗、科日、勒朗。

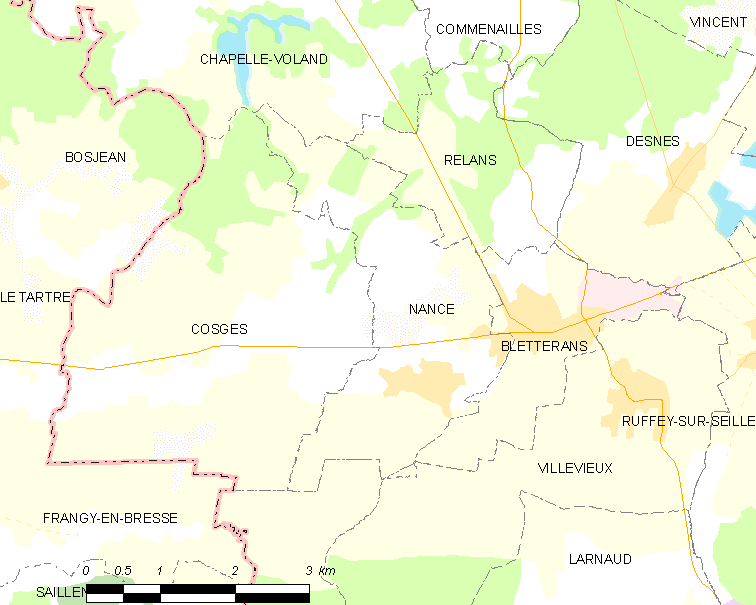
楠斯的OSM定位图

楠斯的时区为UTC+01:00、UTC+02:00（夏令时）。

## 行政
楠斯的邮政编码为39140，INSEE市镇编码为39379。

## 政治
楠斯所属的省级选区为布莱特朗县。

## 人口

1962-2008年间楠斯人口变化图示

楠斯于2022年1月1日时的人口数量为538人。